# Adrian Apmann
Adrian Apmann (* 1989) ist ein deutscher Pokerspieler. Er gewann 2015 ein Bracelet bei der World Series of Poker.

## Persönliches
Apmann stammt aus Lübeck, lebte zeitweise in Wien und mittlerweile wieder in Lübeck. (Stand: April 2025)

## Pokerkarriere
Seine erste Geldplatzierung bei einem Live-Turnier erzielte Apmann im September 2010 in Wien. Im Juni 2012 war er erstmals bei der World Series of Poker (WSOP) im Rio All-Suite Hotel and Casino am Las Vegas Strip erfolgreich und kam im Main Event auf den 403. Platz für knapp 30.000 US-Dollar Preisgeld. Anfang Februar 2013 erreichte der Deutsche bei den Mega Poker Series in Wien den Finaltisch und beendete das Turnier auf dem dritten Platz für 29.000 Euro. Rund zwei Wochen später kam er beim Main Event der World Poker Tour auf den siebten Platz und kassierte dafür erneut 29.000 Euro. Bei der WSOP 2013 erreichte Apmann einmal die Geldränge. Zwei Jahre später kam er bei der WSOP 2015 insgesamt fünfmal ins Geld, dabei war sein mit Abstand größter Erfolg der Sieg bei einem Turnier in No Limit Hold’em. Dafür setzte er sich gegen 1913 andere Spieler durch und erhielt ein Bracelet sowie mehr als 475.000 US-Dollar Preisgeld. Auch bei der im Oktober 2015 in Berlin stattfindenden World Series of Poker Europe erreichte der Deutsche einen Finaltisch. Seitdem blieben größere Turniererfolge aus. Seine bis dato letzte Live-Geldplatzierung erzielte er bei der WSOP 2019.
Insgesamt hat sich Apmann mit Poker bei Live-Turnieren mehr als 800.000 US-Dollar erspielt.